# Пушанка, Алексей Петрович
Алексей Петрович Пушанка (1920—1976) — советский военнослужащий. Участник Великой Отечественной войны. Герой Советского Союза (1943). Сержант.

## Биография
Алексей Петрович Пушанка родился 12 апреля 1920 года в селе Владимировка Сумского уезда Харьковской губернии Украинской ССР (ныне село Сумского района Сумской области Украины). Украинец. Образование неполное среднее. До начала Великой Отечественной войны работал в колхозе.
Осенью 1941 года Сумская область была оккупирована немецко-фашистскими захватчиками. До марта 1943 года Алексей Петрович находился на территории, занятой врагом. В феврале — марте 1943 года в ходе Харьковской операции части Красной Армии вышли к реке Псёл. Сумская область стала прифронтовой. А. П. Пушанка сумел перейти линию фронта и 15 марта 1943 года был зачислен в 842-й стрелковый полк 240-й стрелковой дивизии 38-й армии Воронежского фронта. До лета 1943 года дивизия занимала оборонительные позиции на центральном участке курского выступа. В период оперативной паузы А. П. Пушанка окончил полковую школу младших командиров, получил звание сержанта и был назначен командиром отделения 8-й роты автоматчиков своего полка. В ходе Сумско-Прилукской операции Битвы за Днепр Алексей Петрович участвовал в освобождении Сумской и Черниговской областей, в составе основных сил полка форсировал Днепр у села Лютеж Киевской области. Особо отличился в боях за расширение плацдарма на правом берегу Днепра, получившего название Лютежского.
В начале октября 1943 года подразделения 842-го стрелкового полка вели напряжённые бои за овладение крупным опорным пунктом немецкой обороны селом Лютеж. Полку предстояло прорваться к населённому пункту с севера и закрепиться на его окраине. Немцы оказывали ожесточённое сопротивление и регулярно переходили в контратаки. 5 октября 1943 года отделение сержанта А. П. Пушанки в составе своего взвода отразило три вражеские контратаки. Когда из строя по ранению выбыл командир взвода, сержант Пушанка принял командование взводом на себя. По приказу командира роты он повёл взвод в атаку, рассеял и частично уничтожил до взвода вражеской пехоты, существенно продвинувшись при этом вперёд. 6 октября 1943 года Алексей Петрович уже с небольшой группой бойцов одним из первых в полку вышел на северо-западную окраину Лютежа, и выбив немцев из небольшой рощи у села, закрепился на выгодных для дальнейшего наступления рубежах. Противник, стремясь вернуть утраченные позиции, скоро перешёл в контратаку, бросив против отряда Пушанки усиленную роту численностью до 150 солдат и офицеров. Однако советские бойцы не дрогнули и сами поднялись в атаку. Умело действуя автоматами и гранатами, они истребили до 80 военнослужащих вермахта, вынудив остальных откатиться на исходные позиции. Немцы перегруппировались и скоро предприняли новую атаку, но сержант А. П. Пушанка со своими бойцами подпустил их на 30 метров и встретил шквальным автоматным огнём. Видя замешательство неприятеля, Алексей Петрович вновь поднял свой отряд в атаку и обратил немцев в паническое бегство. При этом сержант Пушанка лично гранатами уничтожил расчёт вражеской пушки, который поддерживал наступление своей пехоты. Благодаря героическим действиям отряда А. П. Пушанки тактически выгодные рубежи на окраине Лютежа были удержаны до подхода основных сил полка. 7 октября 1943 года село было полностью освобождено от немецко-фашистских захватчиков. За успешное форсирование реки Днепр, прочное закрепление плацдарма на западном берегу реки Днепр и проявленные при этом отвагу и геройство указом Президиума Верховного Совета СССР от 13 ноября 1943 года было присвоено звание Героя Советского Союза.
Лютежский плацдарм сыграл решающее значение при освобождении столицы Украины города Киева. Именно с него 3 ноября 1943 года советские войска нанесли главный удар в ходе Киевской наступательной операции. В боях за город принимал участие и сержант А. П. Пушанка. В 1944 году Алексей Петрович был тяжело ранен и после продолжительного лечения комиссован из армии по ранению. Он вернулся в родное село, где долгие годы трудился в колхозе. Умер Алексей Петрович 29 марта 1976 года. Похоронен в селе Владимировка Сумского района Сумской области Украины.

## Награды
- Медаль «Золотая Звезда» (13.11.1943);
- орден Ленина (13.11.1943);
- медали, в том числе:
  - медаль «За отвагу» (15.10.1943).

## Память
- Имя Героя Советского Союза А. П. Пушанки увековечено на Аллее Славы в городе Сумы Украины.

## Документы
- Общедоступный электронный банк документов «Подвиг Народа в Великой Отечественной войне 1941—1945 гг.» Дата обращения: 2 августа 2013. Архивировано из оригинала 13 марта 2012 года.

Представление к званию Героя Советского Союза и указ ПВС СССР о присвоении звания.
Медаль «За отвагу» (приказ о награждении).